# Prîbuzke, Jovtnevîi
Prîbuzke (în ucraineană Прибузьке) este o comună în raionul Jovtnevîi, regiunea Mîkolaiiv, Ucraina, formată numai din satul de reședință.

## Demografie
Componența lingvistică a comunei Prîbuzke
     Ucraineană (90,14%)
     Rusă (8,57%)
     Alte limbi (1,04%)
Conform recensământului din 2001, majoritatea populației comunei Prîbuzke era vorbitoare de ucraineană (90,14%), existând în minoritate și vorbitori de rusă (8,57%).